# Graham H. Chapin
Graham Hurd Chapin (* 10. Februar 1799 in Salisbury, Connecticut; † 8. September 1843 in Mount Morris, New York) war ein US-amerikanischer Jurist und Politiker. Zwischen 1835 und 1837 vertrat er den Bundesstaat New York im US-Repräsentantenhaus.

## Werdegang
Graham Hurd Chapin zog 1817 nach Lyons im Wayne County. Zu jenem Zeitpunkt war der Britisch-Amerikanische Krieg ungefähr zwei Jahre zu Ende. 1819 graduierte er am Yale College. Er studierte Jura. Nach dem Erhalt seiner Zulassung als Anwalt 1823 begann er in Lyons zu praktizieren. Zwischen 1826 und 1833 war er Vormundschafts- und Nachlassrichter im Wayne County. Während dieser Zeit war er 1829 und 1830 Bezirksstaatsanwalt im Wayne County. 1833 zog er nach Rochester, wo er weiter als Jurist praktizierte. Politisch gehörte er der Jacksonian-Fraktion an. Bei den Kongresswahlen des Jahres 1834 für den 24. Kongress wurde Chapin im 25. Wahlbezirk von New York in das US-Repräsentantenhaus in Washington, D.C. gewählt, wo er am 4. März 1835 die Nachfolge von Samuel Clark antrat. Chapin schied nach dem 3. März 1837 aus dem Kongress aus. Er verstarb am 8. September 1843 im Mount Morris im Livingston County.